# 용문사 (양평군)
용문사(龍門寺)는 경기도 양평군에 위치한 대한불교조계종 소속의 사찰이다. 조계종 제25교구 본사인 봉선사의 말사로, 양평군 용문면의 용문산 자락에 있다.
신라 신덕왕 2년(913)에 창건되어 고려 우왕 4년(1378) 개풍 경천사의 대장경이 옮겨져 봉안되었고, 조선 태조 4년(1395)에 중창되었다. 고종 30년(1893) 다시 중창하였으나 순종 원년(1907) 의병의 근거지로 사용되자 일본군들이 불태웠다. 1982년 선걸 스님이 취임하여 대웅전·삼성각·범종각·지장전·관음전·요사·일주문 등을 새로 중건하고 불사리탑 미륵불을 조성하였다.

## 역사
신라 신덕왕 2년인 913년에 승려 대경(大境)이 창건한 것으로 전해진다. 다른 설에 따르면 신라 마지막 왕인 경순왕이 행차하여 직접 세웠다는 이야기도 있다. 고려 우왕 4년인 1378년에 지천(智泉)이 개풍군 경천사에 있던 대장경을 이 곳에 옮겨 봉안했다.
조선 세종 29년인 1447년에 세종의 둘째 왕자인 수양대군이 어머니인 소헌왕후 심씨를 위해 보전을 다시 지었다. 수양대군은 왕이 된 뒤 왕명으로 용문사를 중수하도록 하는 등 관심을 보였다. 이후 여러 차례 중창했으나, 대한제국 순종이 왕위에 오른 1907년에 대한제국 군대 해산으로 의병 운동이 일어나면서 의병의 근거지로 사용되자 일본군이 불태워버렸다.
1909년부터 차츰 중건하여 남아 있는 건물은 대부분 현대에 새로 지어진 것들이다.
1907년(융희 1)에 일본군의 병화로 전건물이 소실된 것을 당시의 주지 취운(翠雲)이 소규모로 재건하여 유지해 오던 중 그마저 6 ·25전쟁 때 파괴되어 3칸의 대웅전과 관음전·산령각(山靈閣)·종각·요사(寮舍) 등만 남게 되었다. 1982년부터 대웅전, 삼성각, 범종각, 지장전, 관음전, 요사채, 일주문, 다원 등을 새로 중건하고, 불사리탑, 미륵불을 조성하였다. 절에서 동쪽으로 약 300m 떨어진 곳에 조선 전기의 정지국사(正智國師)부도 및 정지국사탑비가 있다. 부도와 탑비는 함께 보물 제531호로 지정되어 있다. 또한 경내에 수령이 1,100년이 넘는 은행나무가 서 있는데, 이는 마의태자가 심었다고 전해지며 현재 천연기념물 제30호로 지정되어 있다.

## 문화재

### 양평 용문사 은행나무
현재 남아 있는 건물은 대부분 1909년 이후 중건된 것이다. 하지만 수령 1,018년 정도로 추정되는 한국 최대 높이의 은행나무(천연기념물 제30호)가 있어 창건 당시부터 지금까지의 역사를 증명해주고 있다. 이 은행나무는 높이가 38.8m에 밑둥의 둘레만도 14미터라고 한다. 해마다 1백 가마니 가까운 은행알을 수확한다고 한다. 경순왕의 장자 마의태자가 신라 멸망 후 금강산으로 가는 길의 이야기와 함께 의상의 지팡이를 꽂은 것이 은행나무로 자라났다는 두 가지 전설이 전한다.

### 양평 용문사 금동관음보살좌상
보물 제1790호인 금동관음보살좌상은 14세기에 조성된 불상의 특징을 잘 보여주고 있어 고려 말, 조선 초기 정지국사가 머물 때 조성된 불상으로 보인다. 권근이 지은 정지국사부도 및 비는 대한민국의 보물 제531호로 지정되어 있는데 회암사의 지공, 나옹, 무학 스님의 부도와 더불어 조선 초기의 소박하지만 기품 있는 양식을 잘 보여주는 부도로 평가된다.

## 체험 및 시설

### 템플스테이
용문사에서는 내국인을 위한 다양한 템플스테이 프로그램을 운영하고 있다.
- 용문사 템플스테이 프로그램

## 사진

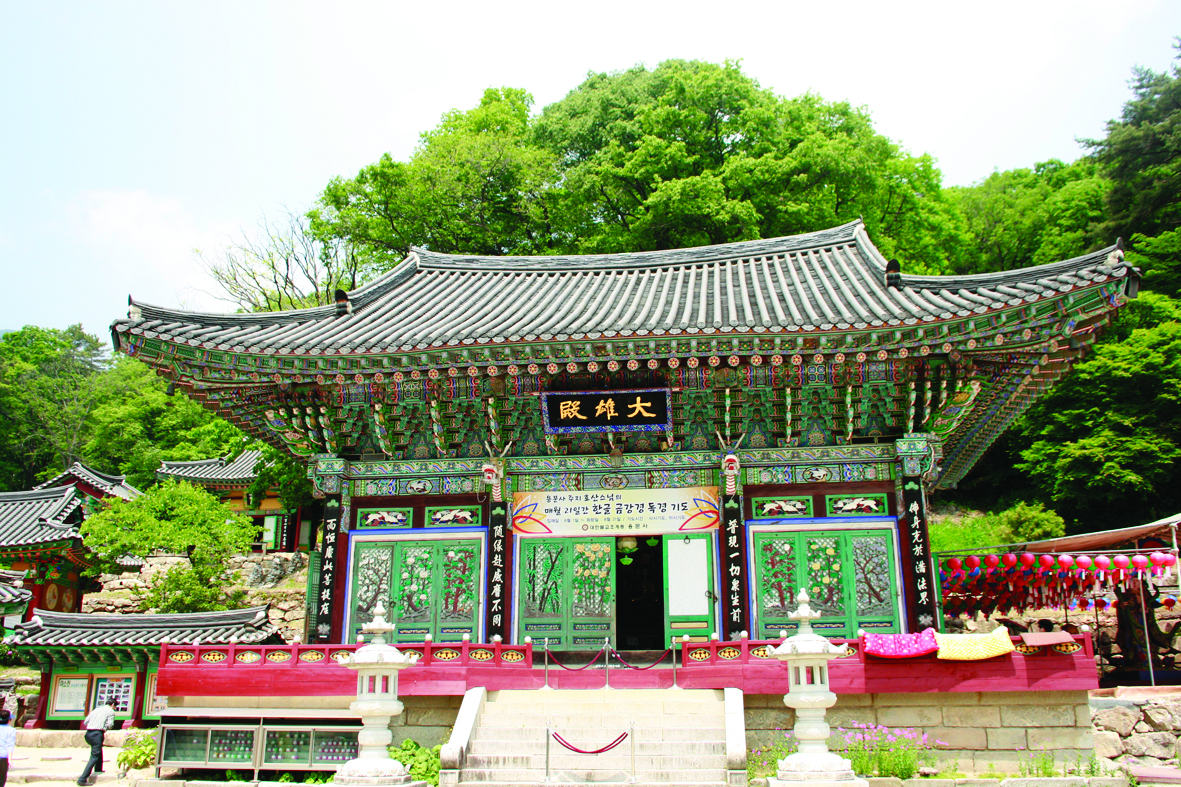
용문사
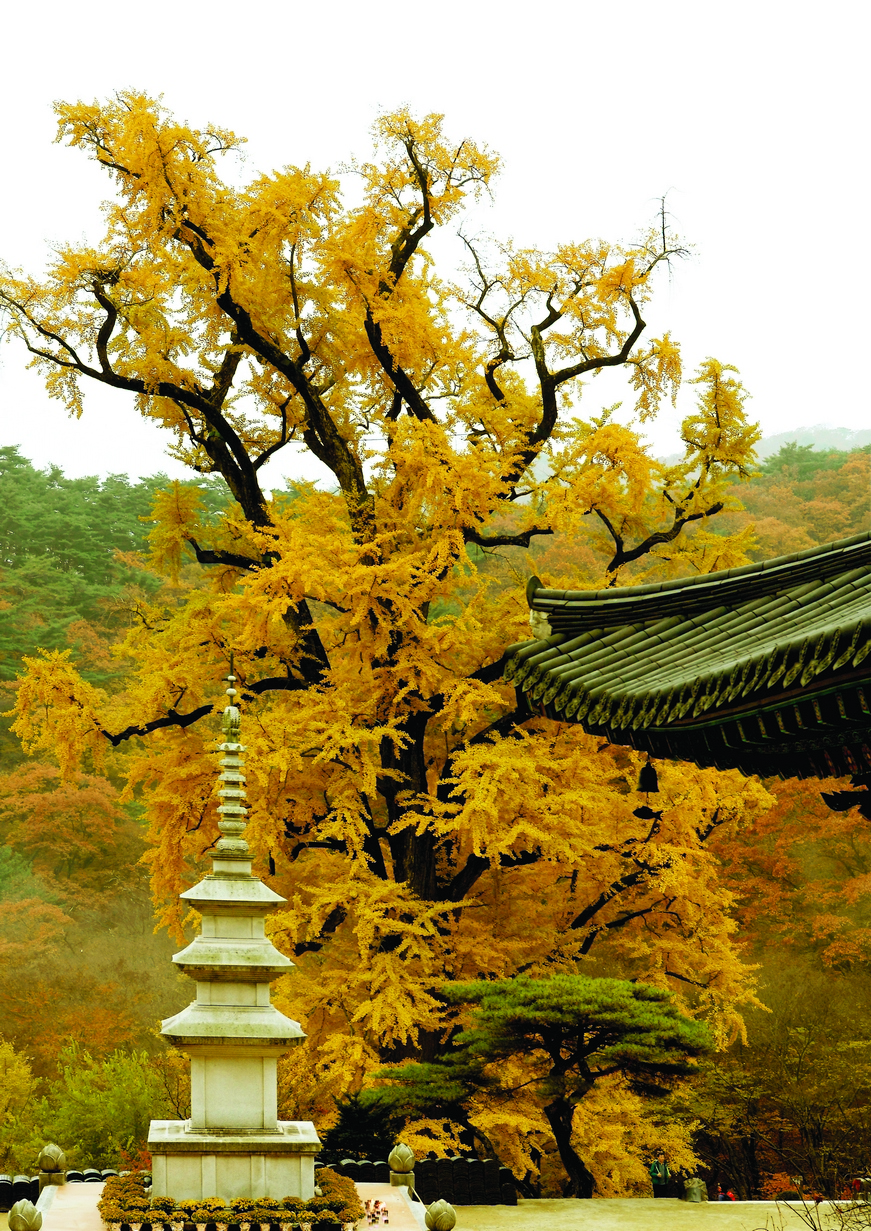
용문사 동양 최대 은행나무
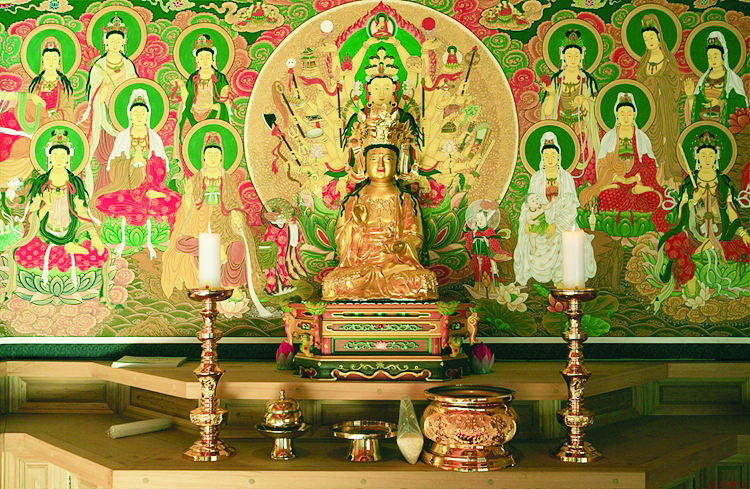
용문사 금동관음보살좌상

## 같이 보기
- 용문산

## 참고자료
- “용문사 소개”. 용문사. 2008년 5월 29일에 원본 문서에서 보존된 문서. 2008년 5월 26일에 확인함.
- 이희동 (2008년 3월 19일). “천년에 기대어 오늘의 나를 증명한다 - 경기도 양평 용문사를 다녀와서”. 오마이뉴스. 2008년 5월 26일에 확인함.
- 용문사의 은행나무 보관됨 2007-09-29 - 웨이백 머신 - 남북의 천연기념물
- 용문사의 은행나무 - 문화재청
- 이 문서에는 다음커뮤니케이션(현 카카오)에서 GFDL 또는 CC-SA 라이선스로 배포한 글로벌 세계대백과사전의 내용을 기초로 작성된 글이 포함되어 있습니다.